# نیژنتاگیروو
نیژنتاگیروو (به لاتین: Nizhnetagirovo) یک منطقهٔ مسکونی در روسیه است که در باشقیرستان واقع شده‌است.